# Reno Bertoia
Reno Peter Bertoia (San Vito al Tagliamento, 8 gennaio 1935 – Windsor, 15 aprile 2011) è stato un giocatore di baseball italiano naturalizzato canadese, di ruolo terza base, seconda base e interbase.
Nato in Friuli nel 1935, si è trasferito all’età di un anno con la famiglia in Canada, nella città di Windsor (Ontario) nello stesso stabile di Hank Biasatti.
Debuttò in MLB il 22 settembre 1953 con i Detroit Tigers, divenendo il sesto giocatore, su un totale di sette, nato in Italia a giocare nella lega statunitense. Con 612 partite all’attivo, guida tutt’oggi questa speciale classifica, davanti a Marino Pieretti ed Alex Liddi.
In dieci stagioni di MLB ha vestito anche le casacche degli Washington Senators (divenuti poi Minnesota Twins) e Kansas City Athletics.
Vanta una media battuta di .244, con 425 valide, 27 fuoricampo e 171 punti battuti a casa.
Nel 1964 ha giocato brevemente nella lega giapponese con la casacca degli Hanshin Tigers.
Terminata la carriera, ha insegnato storia per 30 anni presso la Windsor Catholic School Board. È stato inserito nella hall of fame  delle contee di Windsor/Essex nel 1982, dell‘Università di Windsor e del baseball canadese nel 1988.
Affezionato al proprio paese d’origine, durante i frequenti viaggi in Italia ebbe occasione di effettuare il lancio inaugurale di un incontro di Italian Baseball League, nel 2009 a Parma.
È morto il 15 aprile 2011 per un linfoma..